# Synaphosus khashm
Synaphosus khashm Ovtsharenko, Levy & Platnick, 1994 è un ragno appartenente alla famiglia Gnaphosidae.

## Etimologia
Il nome della specie deriva dalla località araba di rinvenimento degli esemplari: Khashm Khafs.

## Caratteristiche
L'olotipo femminile rinvenuto ha lunghezza totale è di 4,44mm; la lunghezza del cefalotorace è di 3,18mm; e la larghezza è di 2,15mm.

## Distribuzione
La specie è stata reperita nell'Arabia Saudita centrorientale: l'olotipo femminile è stato rinvenuto nella località di Khashm Khafs, ad una trentina di chilometri a nord di Riyadh.

## Tassonomia
Al 2016 non sono note sottospecie e dal 1994 non sono stati esaminati nuovi esemplari.